# 아이넷 스타쇼
아이넷 스타쇼는 아이넷TV에서 자체 제작하여 방송되는 음악 프로그램이다.

## 역대 진행자
- 초대: 한병창(2016년 1회~2회)
- 2대: 오대웅(2017년 4회~현재)[1]

## 전속 코러스
- 뮤즈 코러스

※ 아이넷 스타쇼의 경우 코러스가 일정상 녹화에 참여할 수 없을 경우 코러스 없이 진행한다. 같은 아이넷TV 소속 프로그램 성인가요콘서트, 가요사랑콘서트 등의 전속 코러스도 겸하고 있다.

## 전속 무용단
- 이카루스 무용단
- D.dolls(디돌스) 무용단

※ 위 무용단 중 일정상 녹화에 참여할 수 있는 무용단이 참여한다. 같은 아이넷TV 소속 프로그램 성인가요콘서트, 가요사랑콘서트 등의 전속 무용단도 겸하고 있다.

## 방송 회차
| 회차 | 제목                                                      |
| ---- | --------------------------------------------------------- |
| 1회  | 수성 건강 축제와 함께하는                                 |
| 2회  | 신천 돗자리 음악회 기념                                   |
| 3회  | 의성 세계 연 축제 기념                                    |
| 4회  | 오천 포은 문화제 기념                                     |
| 5회  | 제11회 경상북도 우수시장 상품전시회 기념                  |
| 6회  | 제20회 함평 나비 대축제 기념                              |
| 7회  | 제18회 경산 갓바위 축제 기념                              |
| 8회  | 문경 오미자 축제 기념                                     |
| 9회  | 제12회 경상북도 우수시장 상품전시회 기념                  |
| 10회 | 대구광역시 달서구 출범 30주년 기념                        |
| 11회 | 제4회 서산 간월도 어리굴젓 전어와 쭈꾸미의 만남 축제 기념 |
| 12회 | 제26회 창원 수박 축제 기념                                |
| 13회 | 제19회 경산 갓바위 축제 기념                              |
| 14회 | 제46회 옹진군민의 날 기념                                 |
| 15회 | 제13회 경상북도 우수시장 상품전시회 기념                  |
| 16회 | 제18회 창원 단감 축제 기념                                |
| 17회 | 제14회 하동 왕의녹차 참숭어 축제 기념                     |
| 18회 | 제17회 보물섬 미조항 멸치 축제 기념                       |
| 19회 | 제17회 남해 마늘 한우 축제 기념                           |
| 20회 | 제21회 경산 갓바위 축제 기념                              |
| 21회 | 제13회 부산 고등어 축제 기념                              |
| 22회 | 동광양농협 농업인 한마당 축제 기념                        |
| 23회 | 제11회 경산 대추 축제 기념                                |
| 24회 | 제15회 하동 왕의녹차 참숭어 축제 기념                     |
| 25회 | 제3회 온양 문화 축제 기념                                 |
| 26회 | 제8회 완주 곶감 축제 기념                                 |
| 27회 | 당진 합덕읍 승격 50주년 한마음 체육대회 기념              |
| 28회 | 제20회 한국 후계 농업 경영인 경기도대회 기념              |
| 29회 | 제15회 경상북도 우수시장 상품전시회 기념                  |
| 30회 | 제1회 합천 황토한우 축제 기념                             |
| 31회 | 제17회 기장 차성 문화제 기념                              |
| 32회 | 제3회 경주 감포항 가자미 축제 기념                        |
| 33회 | 제22회 울릉도 오징어 축제 기념                            |
| 34회 | 제16회 경상북도 전통시장 상품전시회 기념                  |
| 35회 | 제2회 합천 황토한우 축제 기념                             |
| 36회 | 제18회 차성 문화제 기념                                   |
| 37회 | 제16회 하동 왕의녹차 참숭어 소비촉진 대축제 기념          |
| 38회 | 제4회 경주 감포항 가자미 축제 기념                        |
| 39회 | 영덕 황금은어 축제 기념                                   |

## 같이 보기
- 성인가요콘서트(아이넷TV)
- 가요사랑콘서트(아이넷TV)
- 가요무대(KBS 1TV)
- 열린음악회(KBS 1TV)
- 전국노래자랑(KBS 1TV)
- MBC가요베스트(MBC NET)
- 전국 TOP 10 가요쇼(CJB)